# تانگ گونگهونگ
تانگ گونگهونگ (چینی: 唐功红؛ زادهٔ ۵ مارس ۱۹۷۹) وزنه‌بردار اهل چین است.
وی در مسابقات کشوری و بین‌المللی در مجموع برندهٔ ۴ مدال طلا شده‌است.